# اکاترینا تئودورویو
اکاترینا تئودرویو (تلفظ در رومانیایی: [ekateˈrina te.odoˈroju]؛ نسخه رسمی کاتالینا تودرویو؛ ۱۴ ژانویه ۱۸۹۴ – ۳ سپتامبر ۱۹۱۷) یک زن رومانیایی بود که در جبهه جنگ جهانی اول مبارزه کرد و جان باخت و به عنوان یک قهرمان در رومانی شناخته می‌شود.
وی که عضو اسکات‌های رومانیایی بود، ابتدا به عنوان پرستار فعالیت می‌کرد، اما پس از آن تصمیم گرفت به عنوان یک سرباز خط مقدم خدمت کند. این تصمیم با توجه به میهن‌پرستی مجروحان و مرگ برادرش نیکولائه، درجه‌دار ارتش نیروی زمینی رومانی، برای او انگیزه شد. این یک تصمیم نادر برای یک زن در آن دوران بود و به همین دلیل او به‌طور نسبی به جبهه فرستاده شد. با این حال، با حمایت خانواده سلطنتی رومانی، او قادر شد در ارتش خدمت کند و در نهایت به نمادی تبدیل شد.

## زندگی اولیه
تئودرویو در روستای وادنی (اکنون بخشی از ترگو ژی) در منطقه تاریخی اولتنیا به دنیا آمد و در خانواده الِنا و واسیله تودرویو که هر دو کشاورز بودند، بزرگ شد. اکتارینا پنج برادر (نیکولائه، افتی‌میه، آندری، ایون، واسیله) و دو خواهر (الیزابتا و سابینا) داشت. پس از تحصیل به مدت ۴ سال در وادنی و ترگو ژی در مدرسه ابتدایی رومانیایی-آلمانی، به مدرسه دخترانه در بخارست رفت و در آنجا به عضویت نخستین گروه اسکات‌های دخترانه رومانی درآمد. پس از بازگشت به خانه، او در یک گروه اسکات دیگر فعالیت کرد. پیش از آنکه برای دریافت مدرک تدریس آماده شود، پادشاهی رومانی در اوت ۱۹۱۶ وارد جنگ جهانی اول شد و در کنار متفقین جنگ جهانی اول قرار گرفت.

## حرفه نظامی

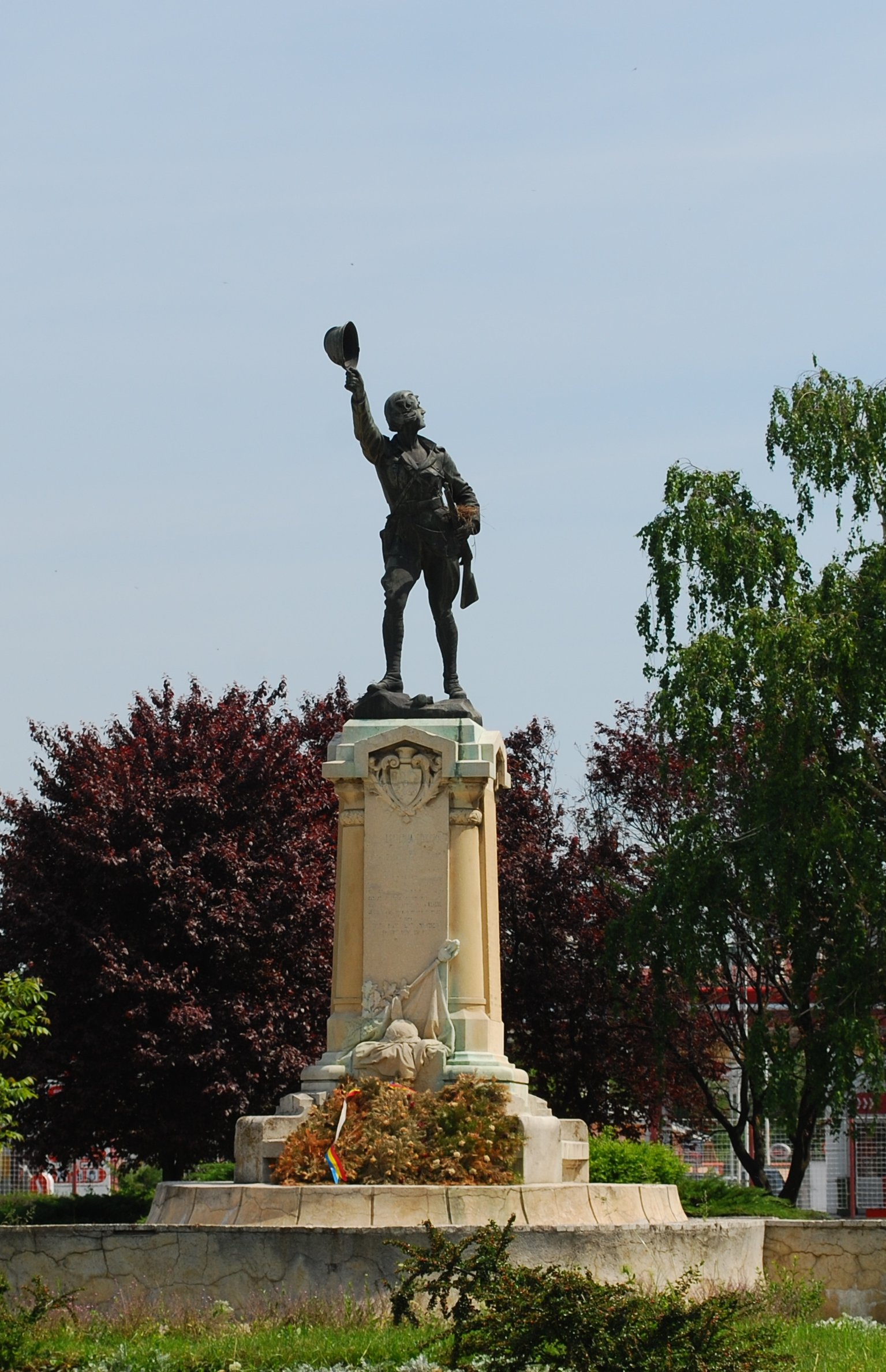
یادبود در اسلاتینا

او که ابتدا به عنوان پرستار فعالیت می‌کرد، در ۲۷ اکتبر ۱۹۱۶  به همراه غیرنظامیان و سربازان ذخیره برای دفع حمله یک شرکت باواریایی از ارتش نهم آلمان در پل جیو، در مقابل ترگو ژی، به مبارزه پرداخت. تحت تأثیر شجاعت او، خانواده سلطنتی او را در ۶ نوامبر به بخارست دعوت کردند.
در ۱۳ نوامبر ، او به جبهه رفت تا برادرش نیکولائه را که درجه‌دار در گردان ۱۸ پیاده‌نظام (گورج) بود، ببیند. مدتی پس از آن، در ۱۴ نوامبر ، برادرش در اثر شلیک گلوله توپ در هنگام مبارزه نزدیک به پورچنی (امروزه گورناچل، شکلا، گورج) کشته شد.
او که قصد داشت از مرگ برادرش انتقام بگیرد، از سرهنگ اوبوگنو خواست تا اجازه دهد به عنوان داوطلب به گردان ۱۸ پیاده‌نظام بپیوندد. به زودی او مهارت‌های نظامی خود را نشان داد و با استفاده از یک رایس دی‌گور به ارتش دشمن اجازه نداد که واحدش محاصره شده را اسیر کند. پس از اعلام تصمیم گردان برای تسلیم به زبان آلمانی، تئودرویو شروع به شلیک کرد و تعدادی از آلمانی‌ها را کشت و به بیشتر افراد گردان اجازه فرار داد.
او بعدها در نبرد بر فراز سیکلن-پشته‌نا در شب ۱۶/۱۷ نوامبر [سبک قدیمی: ۳/۴ نوامبر] ۱۹۱۶ اسیر شد اما موفق شد با زخمی شدن اندک، از دست سرباز آلمانی که او را نگهبانی می‌کرد، فرار کند. آلمانی‌ها در تاریکی به رزمندگان رومانیایی شلیک کردند و تئودرویو در پای راستش زخمی شد. با این حال، او این موضوع را نادیده گرفت و همان شب به گردانش برگشت. او حداقل دو آلمانی را در حین فرار خود کشت.
در 19 نوامبر [به سیستم قدیمی ۶ نوامبر]، تئودرویو در درگیری‌های نزدیک به بارباتشتی و تان‌ترنی مشارکت داشت. در همان روز، آلمانی‌ها به شهر فیلیش رسیدند. او در نبرد نزدیک فیلیش زخمی شد و دو پایش در اثر گلوله‌های هاون مجروح شد، سپس به کرایووا، بعد به بخارست و در نهایت به بیمارستان نظامی شاه فردیناند در یاش منتقل شد. او در مدت چند ماه از زخم‌هایش بهبود یافت و در ۵ فوریه [سبک قدیمی: ۲۳ ژانویه] ۱۹۱۷ از بیمارستان ترخیص شد.
هنگام بستری در بیمارستان، او با ستوان دوم گئورگه مانیو ملاقات کرد، که برادر یکی از هم‌کلاسی‌های سابقش بود. پس از مرخصی از بیمارستان، او از او خواست تا به گردان ۴۳/۵۹ پیاده‌نظام بپیوندد و به عنوان پرستار داوطلب خدمت کند.
برای شجاعتش، او در ۱۰ مارس ۱۹۱۷ مدال «فضیلت اسکات» و مدال فضیلت نظامی درجه ۲ را دریافت کرد. در ۱۷ مارس ۱۹۱۷ او مدال فضیلت نظامی درجه ۱ را دریافت کرده و به درجه ستوان دوم (Sublocotenent) افتخاری ارتقا یافت. همچنین به فرماندهی یک دسته ۲۵ نفره در گردان ۷ (گردان ۴۳/۵۹ پیاده‌نظام، لشکر ۱۱) منصوب شد که تحت فرماندهی ستوان دوم  گئورگه مانیو بود. به این ترتیب، او اولین افسر زن ارتش رومانی شد.
شروع از ۸ مه [سبک قدیمی: ۲۵ آوریل] ۱۹۱۷, گردان در کوداایشتی، شهرستان واسلویی مستقر شد. در 17 اوت [به سیستم قدیمی ۴ اوت], گردان ۴۳/۵۹ که قسمتی از ذخیره ارتش ۱ به فرماندهی ژنرال ارمیا گریگورسکو بود، برای پیوستن به تهاجم پیش رو آماده شد. در 18 اوت [به سیستم قدیمی ۵ اوت] گردان از واسلو به تکوجی حرکت کرد و رود سیرت را عبور کرد و در جنگل مالطا سیاچا در نزدیکی جبهه مستقر شد.
در 30 اوت [به سیستم قدیمی ۱۷ اوت], فرمانده لشکر ۱۱، ژنرال ارنست بروستانو با کمال احترام از او خواست که در بیمارستان سیار پشت جبهه بماند، اما ستوان دوم تئودرویو با قاطعیت رد کرد و خواستار پیوستن به گردانش در نبرد پیش رو شد.
در 2 سپتامبر [به سیستم قدیمی ۲۰ اوت], گردان ۴۳/۵۹ در تپه سکولی در ناحیه Muncelu-Varnița مستقر شد.
در ۳ سپتامبر [سبک قدیمی: ۲۱ اوت] ۱۹۱۷, خطوط رومانیایی توسط گردان ۴۰ ذخیره آلمانی از لشکر ۱۱۵ پیاده‌نظام مورد حمله قرار گرفت. او در حالی که به گردان خود دستور حمله می‌داد، توسط شلیک مسلسل در سینه هدف قرار گرفت (بر اساس برخی منابع) یا در سر (بر اساس منابع دیگر). طبق دستور شماره ۱ که روز بعد توسط سرهنگ کنتان تین پومپونیو، فرمانده گردان ۴۳/۵۹ صادر شد، آخرین سخنان او پیش از شلیک و مرگ کوتاه بعدی چنین بود: "به جلو، مردان، تسلیم نشوید، من هنوز با شما هستم!"

## میراث
پس از جنگ، اکتارینا تئودرویو به عنوان یک قهرمان مردم رومانی شناخته شد. هنری برتلو او را به عنوان «ژان دارک رومانی» به دلیل شجاعت، میهن‌پرستی و فداکاری‌های برجسته‌اش معرفی کرد.